# Militaire rang

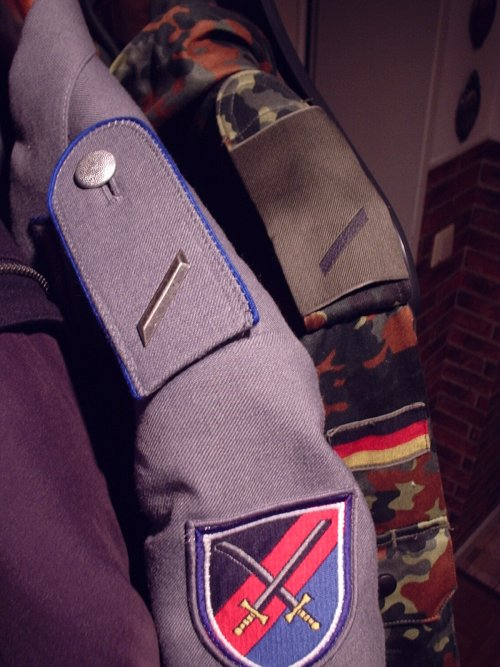
Aanduiding van rang op een uniform van de Bundeswehr

Een militaire rang of militaire graad dient in een militaire organisatie als aanduiding van het niveau in de hiërarchische commandostructuur waarop iemand leiding geeft. Verschillende militaire organisaties hanteren een enigszins afwijkend systeem van rangen en standen.

## Geschiedenis
De Romeinen hebben het systeem van militaire rangen in hun legioenen geformaliseerd.

## Moderne militaire rangen
Een aantal overzichten van nationale militaire rangen:
- Nederland
- België
- Verenigd Koninkrijk
- Verenigde Staten van Amerika
- Frankrijk
- Duitsland
- Rusland
- Servië
- Japan

## Rangen bij niet-militaire organisaties
Andere organisaties die een (op militaire leest geschoeide) rangstructuur kennen:
- Nood- en hulpdiensten, wetshandhaving:
  - Brandweer
  - Douane
  - Politie
  - Civiele Bescherming (België)
- Vervoer:
  - Zeescheepvaart
  - Piloten bij de burgerluchtvaart
- Overige:
  - Leger des Heils
  - Zeekadetkorps